# Supercupa României la handbal feminin 2013-2014
Supercupa României la handbal feminin 2013-2014 a fost a 4-a ediție a competiției de handbal feminin românesc organizată de Federația Română de Handbal (FRH) cu începere din 2007. Ediția 2013-2014 s-a desfășurat pe 26 august 2014, în Sala Sporturilor Dumitru Popescu Colibași din Brașov. Câștigătoarea competiției a fost echipa HCM Baia Mare, acesta fiind al doilea trofeu de acest fel obținut de formația băimăreană, după Supercupa României 2012-2013. 

## Echipe participante
La ediția 2013-2014 a Supercupei României s-au înfruntat HCM Baia Mare, câștigătoarea Ligii Naționale 2013-2014, și HCM Roman, finalistă a Cupei României 2013-2014. 

## Dată
Supercupa României 2013-2014 s-a desfășurat pe data de 26 august 2014, de la ora 19:45. Partida a avut loc în Sporturilor Dumitru Popescu Colibași din Brașov și a fost transmisă în direct de postul de televiziune Digi Sport 3. Meciul a fost arbitrat de cuplul Diana Florescu (Pitești) și Anamaria Stoia (București). Biletul de intrare la Supercupă a costat 30 lei; suporterilor băimăreni le-au fost puse la dispoziție 221 de bilete, iar celor romașcani 188 de bilete. Câștigătoarea trofeului a fost echipa HCM Baia Mare.

## Partidă
| 26 august 2014 19:45 | HCM Baia Mare | 25 – 22 | HCM Roman  | Sala Sporturilor Dumitru Popescu Colibași, Brașov Arbitri: Florescu, Stoia |
| 26 august 2014 19:45 | Buceschi 6    | (12–10) | Băbeanu 10 | Sala Sporturilor Dumitru Popescu Colibași, Brașov Arbitri: Florescu, Stoia |
| 26 august 2014 19:45 | 4×            | Cronica | 3×         | Sala Sporturilor Dumitru Popescu Colibași, Brașov Arbitri: Florescu, Stoia |

## Marcatoare
Actualizat pe 26 august 2014
| Poz. | Nume                          | Echipă        | Goluri |
| ---- | ----------------------------- | ------------- | ------ |
| 1    | Daniela Băbeanu (ROU)         | HCM Roman     | 10     |
| 2    | Eliza Buceschi (ROU)          | HCM Baia Mare | 6      |
| 3    | Luciana Marin (ROU)           | HCM Baia Mare | 5      |
| 4    | Raluca Agrigoroaiei (ROU)     | HCM Roman     | 4      |
| 4    | Ana Maria Iuganu (ROU)        | HCM Roman     | 4      |
| 6    | Ekaterina Davîdenko (RUS)     | HCM Baia Mare | 3      |
| 6    | Elena Gjeorgjievska (MKD)     | HCM Baia Mare | 3      |
| 8    | Anastasia Lobaci (BLR)        | HCM Baia Mare | 2      |
| 8    | Adriana Nechita (ROU)         | HCM Baia Mare | 2      |
| 8    | Jasna Tošković (MNE)          | HCM Roman     | 2      |
| 11   | Valentina Ardean-Elisei (ROU) | HCM Baia Mare | 1      |
| 11   | Lilia Arțiuhovici (BLR)       | HCM Baia Mare | 1      |
| 11   | Diana Druțu (ROU)             | HCM Roman     | 1      |
| 11   | Gabriela Mihalschi (ROU)      | HCM Roman     | 1      |
| 11   | Laura Oltean (ROU)            | HCM Baia Mare | 1      |
| 11   | Ksenia Makeeva (RUS)          | HCM Baia Mare | 1      |